# Carlos Pérez Vázquez
Carlos Pérez Vázquez nació el 27 de agosto de 1971, en la Ciudad de México. es investigador, profesor y escritor. Desde 2011 es Coordinador de Derechos Humanos y Coordinador de Asesores de la Presidencia de la Suprema Corte de Justicia de la Nación (SCJN).

## Trayectoria
Fue Coordinador de Derechos Humanos y Coordinador de Asesores de la Presidencia de la Suprema Corte de Justicia de la Nación (SCJN), durante la gestión del Ministro Presidente Juan N. Silva Meza donde participó en los cambios que, en materia de derechos humanos, ha promovido el Alto Tribunal.
En 2013, por ejemplo, la Suprema Corte recibió el Premio de Derechos Humanos de las Naciones Unidas, reconocimiento significativo que se ve materializado no sólo en resoluciones garantistas que amplían la esfera de derechos de las personas en casos específicos, sino en la institucionalización de esta perspectiva integral, mediante la emisión de protocolos de actuación para jueces y magistrados y en el fortalecimiento de programas internos de los integrantes del Poder Judicial.
Durante su gestión se realizaron diversos proyectos en beneficio de la ampliación de derechos de las personas, como los protocolos de actuación nacionales e iberoamericano, el Buscador Jurídico Avanzado de Derechos Humanos. y la obtención de los registros, regional e internacional, del Programa Memoria del Mundo de la UNESCO. Asimismo, es el enlace del Alto Tribunal con la Comisión Interamericana de Derechos Humanos y Corte Interamericana de Derechos Humanos.
Como coordinador de asesores del Ministro Presidente, Pérez Vázquez fue el encargado de preparar documentos, discursos, estudios e investigaciones, así como de articular los esfuerzos administrativos de la institución, para implementar las reformas constitucionales y legales en materia de derechos humanos y de amparo.
Asimismo estuvo encargado del Programa de Igualdad de Género, especialmente en del rubro de capacitación para el Poder Judicial de la Federación y del Consejo de la Judicatura Federal (México).
De 2009 a 2010 fue secretario de Estudio y Cuenta en asuntos de derechos humanos en la Primera Sala y del Pleno. De 2007 a 2010 fue asesor del Ministro Juan N. Silva Meza, dictaminando asuntos de derechos humanos en la Primera Sala y del Pleno. 
Fue miembro del Comité Ciudadano para la reforma electoral y líder del proyecto de observación al Tribunal Electoral del Poder Judicial de la Federación e integrante de la comisión encargada de analizar los amparos relacionados con la Matanza de Acteal de la SCJN.
Fue redactor de la propuesta ciudadana de la reforma electoral, organizada por el Comité Ciudadano para la Reforma Electoral financiada por la Fundación Ford, y asesor del Centro de Formación y Desarrollo del entonces Instituto Federal Electoral (IFE) para elaborar los exámenes y guías temáticas en materia de Derecho Constitucional y Derecho Electoral que son aplicadas en las evaluaciones de la etapa de formación del personal de carrera del IFE.
De 1996 a 2000 fue asesor del Consejo General del IFE, donde supervisó el trabajo de áreas ejecutivas encargadas de llevar a cabo los procesos electorales federales, especialmente las relacionadas con la administración, capacitación electoral y educación cívica de los asuntos contenciosos del Instituto ante el TEPJF.
También fue capacitador en derechos humanos y derechos constitucionales a grupos vulnerables que llevaba a cabo la Secretaría Técnica de la Comisión Nacional de Derechos Humanos.
Fue profesor de la licenciatura de Derecho, de la Facultad de Derecho de la UNAM con la cátedra  “Filosofía del Derecho” y profesor titular del Seminario de “Derecho y Literatura” en la  licenciatura en Derecho de la División de Estudios Jurídicos del Centro de Investigación y Docencias Económicas (CIDE). Asimismo, fue profesor de la asignatura “Métodos y Técnicas de Investigación” en la maestría de Criminalística organizada por el Instituto Nacional de Ciencias Penales.

## Formación
| Nacimiento                   | 27 de agosto 1971                       | México    |
| ---------------------------- | --------------------------------------- | --------- |
| Licenciatura en Derecho      | Universidad Nacional Autónoma de México | 1994      |
| Maestría en Derecho          | Harvard Law School                      | 1996      |
| Doctorado en Letras Modernas | Universidad Iberoamericana              | 2009      |
| Estudios de Doctorado        | University College London               | 2001-2005 |

## Investigación y Academia
De 2005 a 2009 fue investigador del Instituto de Investigaciones Jurídicas de la UNAM. Sus principales líneas de investigación se centraron en el derecho de acceso a la justicia y las relaciones entre el Derecho y la Literatura.
Como investigador ha realizado aportaciones diversas.  Destacan las líneas de investigación que siguió en el Instituto de Investigaciones Jurídicas de la Universidad Nacional Autónoma de México, las cuales resultaron en “Una nueva perspectiva para el estudio de los derechos humanos”, “La escritura del derecho” y “Derecho y Plain Language”, así como “La escritura de los jueces”, “La escritura legislativa”, “Interpretación y argumentación jurídicas” y el “Derecho como fenómeno cultural e Interpretación de textos poéticos”.  
Durante más de 14 años ha impartido clases en instituciones de educación superior públicas y privadas, de licenciatura y posgrado, como “Filosofía del Derecho”, “Derecho y Literatura”, “Ética Jurídica”, “Derecho Constitucional”, “Metodología Jurídica” y “Métodos y Técnicas de Investigación Criminalística”, en la Facultad de Derecho de la UNAM, el Centro de Investigación y Docencia Económicas A.C., el Instituto Nacional de Ciencias Penales y el Centro Universitario México.
Cuenta con experiencia en derecho electoral.  Ha sido profesor titular de materias, cursos y seminarios organizados por el Centro de Capacitación Judicial Electoral del Tribunal Electoral del Poder Judicial de la Federación, el Colegio de la Secretaría de la Defensa Nacional (México), el Instituto Nacional de Administración Pública (México) y el Senado de México.
También ha participado en diversos Seminarios, como el de “Análisis Jurídico”, “Derecho y Literatura” y el Seminario de Titulación” de la Maestría en Administración y Políticas Públicas, del CIDE, entre otros.
En 2007 fue Consejero Técnico del Seminario “Revisión del Objeto de Medida” del Examen General para el Egreso de la Licenciatura en Derecho, organizado por el Centro Nacional de Evaluación para la Educación Superior (CENEVAL).
Además fue Corresponsable del proyecto IN405309 Argumentación Jurídica, patrocinado por la Dirección General de Asuntos del Personal Académico de la UNAM; Miembro del Programa de Primas al Desempeño del Personal Académico de Tiempo Completo  (PRIDE) de la UNAM, en el nivel “B” y Miembro del Programa de Apoyo a la Incorporación del Personal Académico de Tiempo Completo (PAIPA) de la UNAM, en el nivel “A”.

## Publicaciones
Entre sus publicaciones destacan: 
“Retos y obstáculos en la implementación de la reforma constitucional en materia de derechos humanos en los tres poderes y niveles de gobierno”], editado por IIJ-UNAM y SCJN.
“La protección de los derechos humanos a través del debido proceso”, editado por la SCJN; “La reforma constitucional de derechos humanos: el costo de su realización efectiva”, editado por la SCJN;  “El camino de la reforma en materia de derechos humanos”, editado por IIJ-UNAM y SCJN; “Manual de Redacción Jurisdiccional de la Primera Sala “, editado por la SCJN y “Necesidades, intereses y jueces”], editado por el IIJ-UNAM.